# Sâg (Sălaj)
Sâg é uma comuna romena localizada no distrito de Sălaj, na região histórica da Crișana (parte da Transilvânia). A comuna possui uma área de 87.88 km² e sua população era de 3462 habitantes segundo o censo de 2007.